# فهرست باغ‌های تاریخی استان فارس
فهرست باغ‌های تاریخی استان فارس

## باغ‌های شیراز
1. باغ ارم
2. باغ گلشن (عفیف‌آباد)
3. باغ نظر
4. باغ دلگشا
5. نارنجستان قوام
6. باغ جهان‌نما
7. باغ جنت
8. هفت‌تنان
9. باغ مینو
10. باغ تخت
11. باغ درکی
12. باغ ملی
13. باغ نو
14. باغ بعثت
15. باغ رحمت‌اباد
16. باغ شاپوری
17. باغ ابوالفتح‌خانی
18. باغ سالاری
19. باغ نظام‌الدوله (باغ صاحب‌اختیار)
20. باغ صفا (باغ میرزا آقاخان)
21. باغ شیخ
22. آرامگاه سعدی
23. آرامگاه حافظ
24. باغ فتح‌آباد
25. باغ کفشگیر
26. باغ گلخانه
27. باغ پادشاه کچل
28. باغ شاه
29. باغ اقبال‌آباد
30. باغ نصریه
31. باغ منشی‌باشی
32. باغ اتابک (باغ فیروزی)
33. باغ خلدبرین
34. باغ صاحب‌دیوان (باغ بهجت‌آباد)
35. باغ حبیب‌آباد
36. باغ پودنک
37. باغ‌های قصردشت
38. باغ صمدآقا
39. باغ ناری
40. باغ زکی‌خان
41. باغ منصورآباد
42. باغ رشک بهشت
43. باغ بهشت شیراز (صبوح‌آباد شرقی)
44. باغ صبوح‌آباد شمالی
45. باغ بالیوز
46. باغ زعفرانی
47. باغ خندق
48. باغ کشمیری
49. باغ عضدالدوله
50. باغ عطاالدوله
51. باغ خندق
52. باغ فردوس شیراز
53. باغ بیگلربیگی (باغ کلانتری)
54. باغ قلعه شاهزاده‌بیگم
55. باغ طغی
56. باغ قتلغ
57. باغ کیفی
58. باغ مجد رومی
59. باغ نشاط شیراز (باغ میرزا نعیم)
60. باغ نو مشیری
61. باغ میرزا محمدرضا
62. باغ خلیلی
63. باغ مینوی سالار
64. باغ شمس

## باغ‌های دیگر شهرها
- ملی جهرم
- کدیور فسا
- بوان
- گزه‌کون
- کمالی
- کوثر ممسنی
- غدیر
- نظر کازرون
- رباط
- پیرکاهی
- نشاط لار
- کوثر کازرون
- برزو
- قوام پاسارگاد
- پلنگان
- باغستان خاوران